# Madison (Nebraska)
Madison város az USA Nebraska államában. Lakosainak száma 2283 fő (2020. április 1.).

## Népesség
A település népességének változása:

| 2010 | 2 438 |
| 2020 | 2 283 |